# Muhammad an-Nafs az-Zakīya
Muhammad ibn ʿAbdallāh an-Nafs al-Zakīya (arabisch محمد بن عبد الله النفس الزكية‎; † 6. Dezember 762) war ein Hasanide, der im Jahr 762 in Medina einen erfolglosen Aufstand gegen den abbasidischen Kalifen al-Mansūr unternahm. Der Aufstand wurde zwar von den zaiditischen Schiiten unterstützt, aber nach einigen Monaten von den Truppen des Kalifen niedergeschlagen.
Muhammad wurde während der Umayyadenzeit von seinem Vater ʿAbdallāh, der damals das Oberhaupt der Aliden war, als Thronprätendent erzogen und von ihm als Mahdi tituliert. Während des Kalifats von Hischām ibn Abd al-Malik machten verschiedene schiitische Propagandisten, die sich Muhammad ibn ʿAlī al-Bāqir nicht anschließen wollten, Werbung für ihn. Als nach dem Tod von al-Walid II. im Jahr 744 der Zerfall des umayyadischen Kalifats immer deutlicher wurde, rief ʿAbdallāh die Aliden und verschiedene andere Gruppen, die mit ihnen sympathisierten, darunter verschiedene Muʿtaziliten, in dem Ort al-Abwā im Hedschas zusammen und ließ sie seinem Sohn als zukünftigem Herrscher huldigen. Unter denjenigen, die ihm bei dieser Gelegenheit den Treueid leisteten, soll auch der spätere abbasidische Kalif al-Mansūr gewesen sein.
Anders als von Muhammads Vater ʿAbdallāh erhofft, gelangten wenige Jahre später allerdings nicht die Aliden, sondern die Abbasiden zur Macht. Muhammad und sein Bruder Ibrāhīm hielten sich verborgen und machten auf diese Weise deutlich, dass sie nicht bereit waren, das Kalifat von Abu l-Abbas as-Saffah anzuerkennen. Auf die gleiche Weise verhielten sie sich, als im Juni 754 al-Mansūr das Kalifat antrat. Al-Mansūr fürchtete die beiden Brüder und ließ nach ihnen überall suchen. Bei seiner Wallfahrt im Jahr 758 erfuhr der Kalif, dass Muhammad in den Bergen des Stammes Dschuhaina lebte, doch konnte er ihn dort nicht ergreifen lassen. Um der beiden Brüder habhaft zu werden, ließ er ab 758 mehrere ihrer Verwandten, darunter ihren Vater und Onkel, gefangensetzen und in der Haft misshandeln. Muhammad und Ibrāhīm reisten unterdessen auf der Arabischen Halbinsel umher und sammelten Anhänger um sich, ohne aber irgendwo offen hervorzutreten.
Am 22. September 762 schließlich erschien Muhammad vor Medina und nahm die Stadt im Handstreich ein. Mehrere bedeutende Persönlichkeiten der Stadt, darunter der Rechtsgelehrte Mālik ibn Anas, kündigten den Abbasiden die Loyalität auf und schlossen sich ihm an. Ein Verwandter, al-Hasan ibn Muʿāwiya, wurde als Statthalter nach Mekka geschickt, konnte diese Stadt ebenfalls in Kürze in seine Gewalt bringen und die Bewohner auf die Seite Muhammads ziehen. Muhammads Bruder Ibrāhīm nahm unterdessen mit Unterstützung der Zaiditen die Stadt Basra ein.
Es kam zu einem Briefwechsel zwischen al-Mansūr und Muhammad, in dem der Kalif dem Rebellen, für den Fall, dass er sich ergebe, völlige Straffreiheit in Aussicht stellte. Nachdem dies keine Wirkung gezeigt hatte, schickte er seinen Verwandten ʿĪsā ibn Mūsā mit einem Heer von 4.000 Kämpfern gegen ihn aus. Als sich das Heer Medina näherte, sagten sich viele Einwohner der Stadt wieder von Muhammad los und rieten ihm, erneut unterzutauchen. Muhammad lehnte dies jedoch ab und bereitete die Verteidigung Medinas vor, wobei er sich nach dem Vorbild der Abwehr der Mekkaner durch seinen Vorfahren Mohammed richtete. Nachdem viele Bewohner Medinas die Stadt verlassen hatten, rückte ʿĪsā ibn Mūsā auf die Stadt vor. Am 6. Dezember wurde Muhammad an-Nafs az-Zakīya im Kampf getötet, sein Haupt wurde anschließend an den Kalifen gesandt.
Muhammads Bruder Ibrāhīm konnte sich noch bis Februar 763 in Basra halten, wurde dann aber ebenfalls von den kalifalen Truppen besiegt. Einem weiteren Bruder, Idrīs, gelang es, in den westlichen Maghreb auszuweichen und dort 789 mit Unterstützung einheimischer Berberstämme einen alidischen Staat zu begründen. Seine Nachkommen, die Idrisiden, herrschten bis zum Anfang des 10. Jahrhunderts über weite Gebiete des heutigen Marokko.